# Luidsprekerkabel

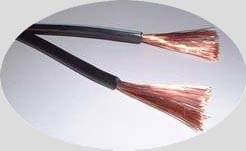
Uiteinde van een luidsprekerkabel

Een luidsprekerkabel vormt de verbinding tussen een versterker en een luidspreker. 
Net als bij alle andere onderdelen van een versterkerketen moet ook een luidsprekerkabel zo min mogelijk invloed hebben op het geluid. Voor een luidsprekerkabel betekent dat dat de capaciteit en de zelfinductie niet te groot mogen zijn, en dat de weerstand zo laag mogelijk is. Een te hoge capaciteit van de kabel kan een negatieve invloed hebben op de geluidskwaliteit, met name op de hoge tonen. Als de capaciteit van de kabel te groot is, worden hoge tonen als het ware kortgesloten. Bij de meeste versterkerinstallaties is dit een theoretisch probleem, omdat dergelijke negatieve effecten pas optreden bij kabellengtes van enkele tientallen meters.
De weerstand van de luidsprekerkabel is echter wél belangrijk. Dikke kabels zijn beter dan dunne, en korte beter dan lange, maar het gaat daarbij niet om het vermogensverlies dat in dunne kabels optreedt. Dunne kabels beïnvloeden de dempingsfactor van de versterker. Goede versterkers hebben een eindtrap met een hoge dempingsfactor. Die 'dwingen' de luidspreker om het elektrisch signaal exact te volgen. Elke weerstand tussen de versterker en de speaker vermindert dit 'dwingen'. Een hoge dempingsfactor zorgt er dus voor dat de lage tonen strak door de luidsprekers worden weergegeven. Luidsprekers hebben de neiging om na een uitslag (beweging) na te trillen. Een hoge demping van de versterker voorkomt dat uitslingerverschijnsel. Sluit men nu een luidsprekerkast met een te dunne kabel aan op de versterker, dan verslechtert de dempingsfactor en gaat de luidspreker ongecontroleerd bewegen. Van een strak geluid is dan geen sprake meer.
Voor een goede weergave van het geluid kunnen we een totale dempingsfactor, dus versterker plus bekabeling, van minimaal 50 aanhouden. Beneden deze waarde treedt snel hoorbaar kwaliteitsverlies op. Een rekenvoorbeeld: Als men een luidsprekerkabel van 2×0,75 mm² met een lengte van 1 meter gebruikt, en de dempingsfactor van de versterker is 1000 (dat is al erg goed), dan daalt de totale dempingsfactor zomaar van 1000 naar 117 als men een luidsprekerkast van 4 ohm aansluit. Nog ruim boven de 50 dus, maar als men de inwendige bekabeling van de luidsprekerkast en de lagetonen-scheidingsspoel gaat meerekenen, komt men al snel tot (voorbij) de kritische grens. Bij eenzelfde kabeldikte van 2×0,75 mm² in de kast zelf wordt de totale dempingsfactor al verlaagd tot 63. Een heel dure koperen kabel van 10 vierkante millimeter is trouwens net zo goed als een gewoon stuk elektrakabel van 10 vierkante millimeter. Verzilveren help nauwelijks; hetzelfde geld uitgegeven aan een duurdere lagetonenspoel en extra dik koperen luidsprekerkabel levert veel meer op. Het gaat echt alleen om de weerstand.
Als de versterker een lagere dempingsfactor heeft dan 1000 dan wordt die kritische grens van 50 al veel eerder bereikt. Berucht in dit geval zijn veel buizeneindversterkers, die bijna altijd een zeer lage dempingsfactor hebben. Dat hoor je aan het geluid, dat veel minder strak en direct is dan het geluid uit een versterker met hoge dempingsfactor. De lage tonen gaan 'wollig' klinken, terwijl de geluidsdruk toeneemt. Er zijn trouwens ook mensen die bas met deze vervorming juist mooi vinden. Goede versterkers hebben dus altijd een hoge dempingsfactor. Een factor van 1000 is prima, zeker als dat gecombineerd wordt met dikke kabels.
Ook kan corrosie van draad, contacten en stekkers de weerstand verhogen. Corrosie gebeurt vooral in een vochtige omgeving, en soms ook door ouderdom in combinatie met verzuurd huidvet van het installeren. Handschoenen tijdens installeren helpen. Ook het gebruik van goede connectoren helpt dit soms voorkomen, maar jaarlijks krabben helpt ook prima. Een slecht contact tussen kabel en versterker of luidsprekerkast levert vaak een aanzienlijke overgangsweerstand op, met alle gevolgen van dien voor de demping. Een dikke kabel met een slechte connector of met een slechte lagetonen-scheidingsspoel levert dus ook problemen op.